# Batalla de Sitka
La batalla de Sitka fue el último conflicto bélico importante de Rusia en su intento de colonizar América. Se inició en respuesta a la destrucción de un puesto comercial ruso dos años antes. Los principales grupos combatientes fueron el clan Kiks.ádi ("Unos de Kíks", rana/cuervo) de Sheetʼká Xʼáatʼi (isla Baranof) de la nación tlingit y agentes de la compañía ruso-estadounidense asistidos por la Armada Imperial Rusa.

## Colonización previa y resistencia tlingit
Miembros de los Kiks.ádi del pueblo nativo de los tlingit habían ocupado partes del Mango de Alaska, incluida Sheetʼká Xʼáat'i (actual isla Baranof) desde hacía unos 11 000 años. Alexandr Baranov (gerente de la Compañía ruso-americana) visitó por primera vez la isla a bordo del Ekaterina en 1795 mientras buscaba nuevas zonas de caza de nutrias marinas. Baranov pagó a los tlingit una suma por los derechos de la tierra para evitar que otros competidores comerciales realizaran intercambios en la isla.
El 7 de julio de 1799, Baranov, con 100 soldados rusos, navegó la bahía de Sitka a bordo de la galera Olga, el bergantín Ekaterin, el paquebote Orel; y una flota de unos 550 baidarkas, con 700 aleutianos y 300 nativos.: 175–176 
Deseando evitar una confrontación con los Kiks.ádi, el grupo pasó por el campamento estratégico en la cima de la colina donde los tlingit habían establecido Noow Tlein ("Gran Fuerte") y desembarcaron en el sitio elegido de construcción, a unos 11 kilómetros al norte de la colonia. La ubicación del asentamiento ruso en la bahía de Katlianski, «Redoubt Saint Michael», se conoce hoy como bahía Starrigavan u Old Harbour (del ruso старая гавань stáraya gavanʼ). El puesto de avanzada consistía en un gran almacén, herrería, cobertizos de ganado, cuartel, empalizada, casa de bloques, una casa de baños, cuartos para los cazadores y una residencia para Baranov.

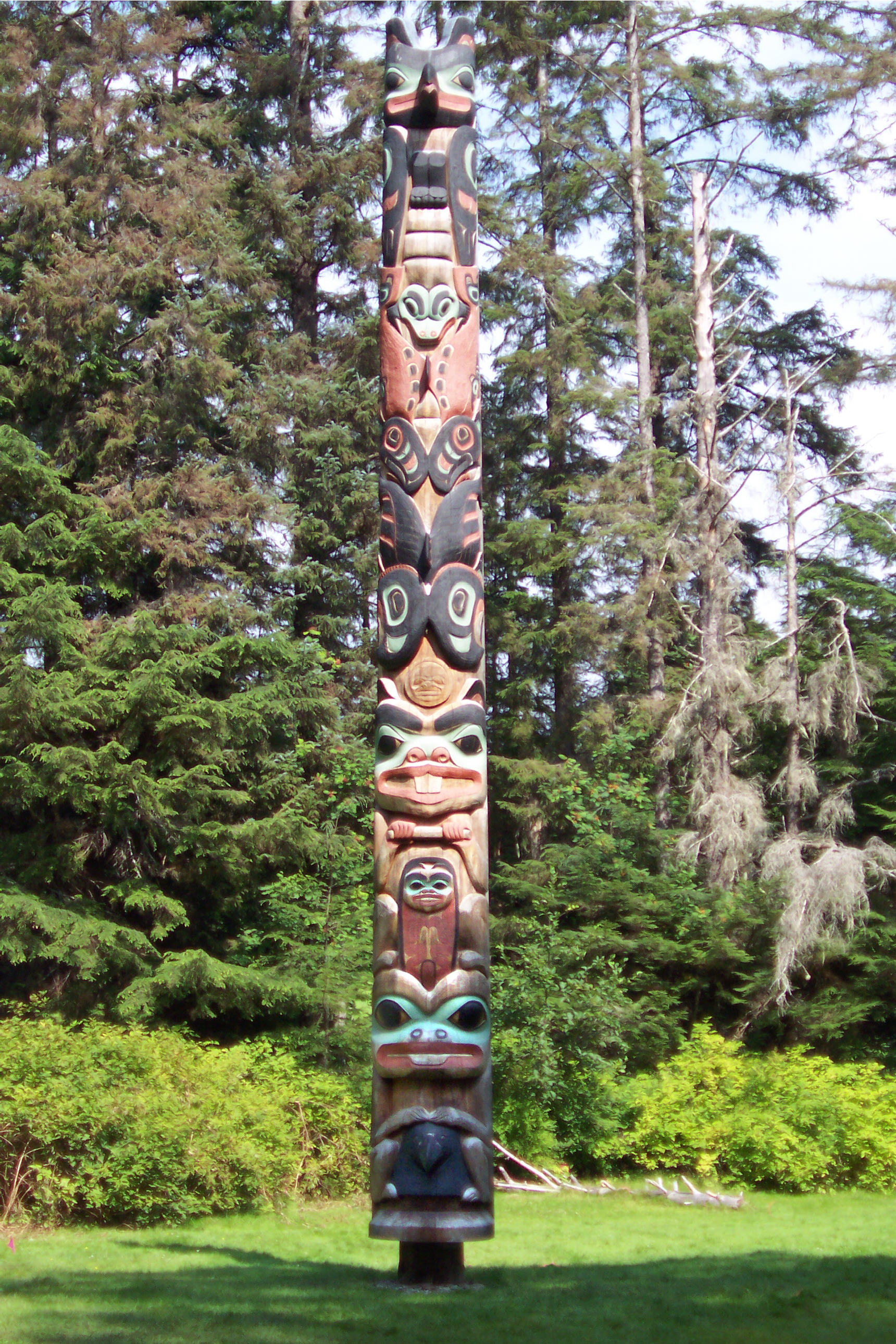
El Ḵʼalyaan Pole tinglit, erigido en el sitio de Fuerte Shís'gi Noow en el Parque Histórico Nacional de Sitka para conmemorar la vida de los caídos en la batalla de Sitka.

Si bien los koloshi (nombre en ruso de los tlingit, basado en el nombre aleuta para los tlingit) inicialmente dieron la bienvenida a los recién llegados, su animosidad hacia los rusos creció en relativamente poco tiempo. Los Kiks.ádi se opusieron a la costumbre de los comerciantes rusos de tomar a las mujeres nativas como esposas, y fueron constantemente molestados por otros clanes tlingit que consideraban a los «Sitkas» como las kalga o esclavas de los forasteros. Los Kiks.ádi se dieron cuenta de que la presencia continua de los rusos exigía su lealtad al zar y que, por lo tanto, se esperaba que proporcionaran mano de obra gratuita a la Compañía. La competencia entre los dos grupos por los recursos de la isla también fue en aumento.

### Batalla de 1802
Pese a varios ataques fallidos de los tlingit contra el puesto durante el invierno de 1799, los negocios prosperaron. Asuntos urgentes requirieron que Baranov regresara a la isla Kodiak (entonces capital de la América rusa) en 1800. Por ello 25 rusos y 55 aleutianos, bajo la dirección de Vasilii G. Medvednikov, quedaron en el puesto. En la primavera de 1802, la población de «Redoubt Saint Michael» había crecido, comprendiendo 29 rusos, 3 desertores británicos, 200 aleutianos y algunas mujeres de Kodiak. Se rumoreaba que los británicos (bajo los auspicios de la Hudson's Bay Company) organizaron una reunión con los clanes tlingit del norte en Angoonen 1801, donde ofrecieron mosquetes y pólvora a los tlingit a cambio de los derechos exclusivos del comercio de pieles.
En junio de 1802, un grupo de guerreros tlingit atacó el fuerte ruso a mediodía. Dirigidos por Skautlelt (Shḵ'awulyéil) y Kotleian, el grupo de asalto masacró a los residentes del fuerte, saqueó las pieles de nutria marina e incendió el asentamiento, incluido un barco en construcción. Unos pocos rusos y aleutianos que habían estado cazando lejos del puesto, o que habían huido al bosque, posteriormente se reagruparon en un lugar seguro y avisaron del ataque. El capitán británico Barber del Unicornio, capturó a los cabecillas, rescató a 3 rusos y otros 20 aliados nativos y muchas de las pieles. El Unicornio levó ancla y desplegó sus velas hacia Kodiak, donde Barber, el 24 de junio, desembarcó a los sobrevivientes y llevó las noticias del ataque a Baranov,  consiguiendo el pago de una recompensa de 10 000 rublos por regresar a los colonos, apenas el 20 % de su demanda inicial.: 37–39 

## Respuesta rusa

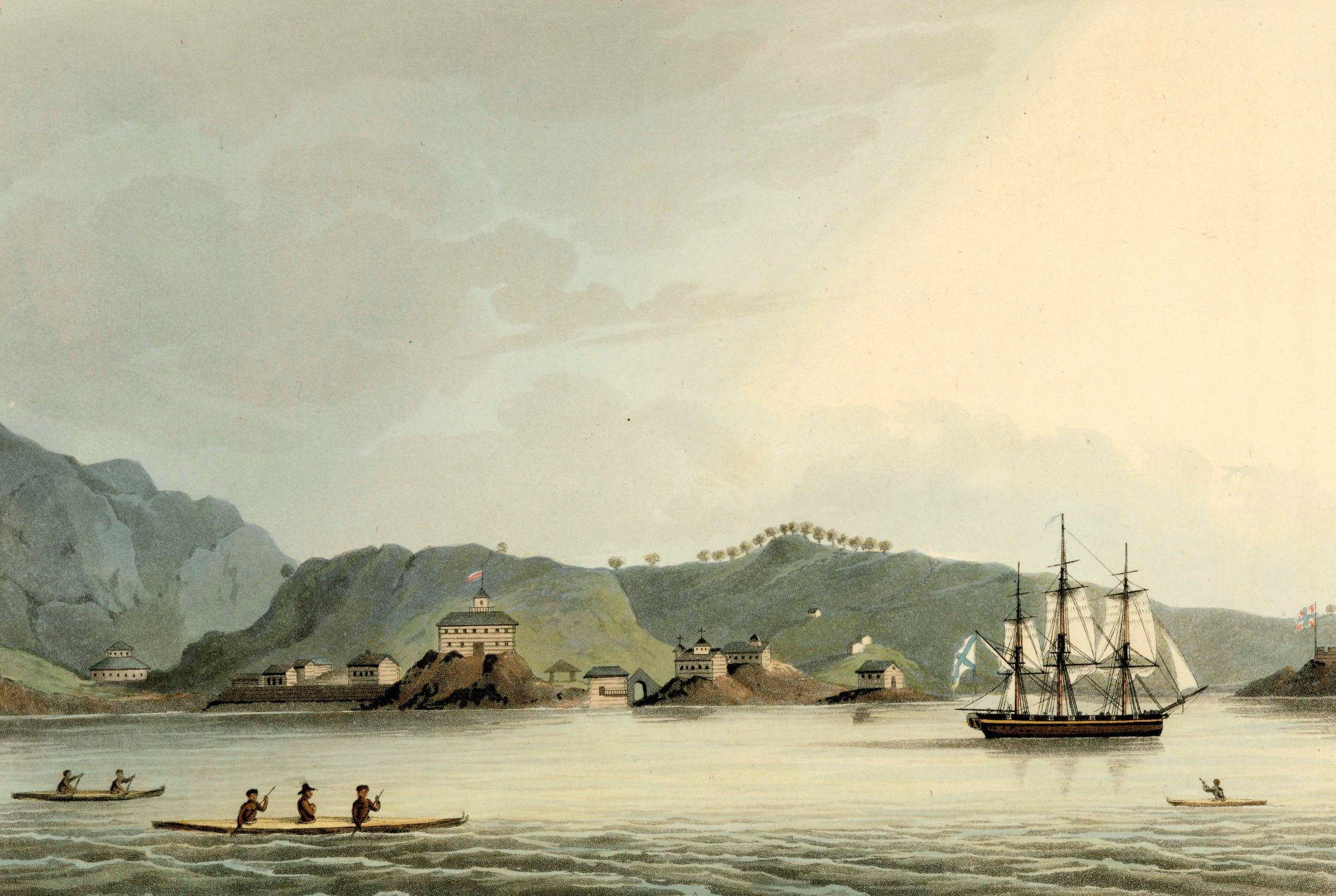
La chalupa mercante rusa Neva visita Kodiak, Alaska en 1802.

Tras la victoria de los Kiks.ádi, el shaman tlingit  Stoonook, seguro de que los rusos regresarían prontamente, y desde una posición de fuerza, incitó al clan para que construyeran una fortificación nueva con capacidad de resistir el disparo de balas de cañón, y con amplias reservas de agua. A pesar de la fuerte oposición, la voluntad del shaman prevaleció, y los Kiks.ádi se prepararon para la guerra. Los sitkas enviaron mensajeros a sus aliados solicitando apoyo, pero no obtuvieron ningún refuerzo teniendo que resistir solos el ataque de la flota rusa.
Los tlingit construyeron el fuerte Shís'gi Noow (el 'fuerte de los árboles jóvenes') de aproximadamente 73 por 50 metros en la cota de la marea alta cerca de la desembocadura del río Indian para aprovechar la extensa playa de grava que se extienden hasta la bahía. Los tinglit tenían la esperanza que las aguas poco profundas impidieran que los barcos rusos atacaran la instalación desde corta distancia. Unos 1000 troncos de abetos nativos se usaron en la construcción de 14 edificios (barabaras) y la gruesa empalizada que los rodeaba. El plan de batalla de los Kiks.ádi era simple: evaluarían la fuerza y las intenciones de los rusos en Noow Tlein, luego se retirarían estratégicamente a la seguridad del nuevo fuerte. Baranov regresó a la bahía Sitka a finales de septiembre de 1804 a bordo de la chalupa de guerra Neva comandada por el teniente comandante Yuri Feodorovich Lisianski. El Neva estaba acompañado por el Ermak y otros dos veleros armados más pequeños, tripulados por 150 promyshlenniks (comerciantes de pieles), junto con 400-500 aleutianos y 250 baidares.